# Костас Фортуніс
Костас Фортуніс (грец. Κώστας Φορτούνης, 16 жовтня 1992, Трикала, Греція) — грецький футболіст півзахисник пірейського «Олімпіакоса» і збірної Греції.

## Спортивна кар'єра
Від 2003 року грав за юнацьку команду пірейського Олімпіакоса. 2008 року розпочав дорослу кар'єру у футбольному клубі Трикала, за який зіграв 30 матчів. Потім зіграв два сезони за Астерас Триполі, відігравши 24 матчі і забив свій перший гол за клуб у матчі проти афінського АЕКа. Завдяки блискучій грі привернув увагу італійського Ювентуса, який офіційно зробив пропозицію придбати гравця. Проте Астерас зрештою відхилив пропозицію.
У червні 2011 року Костас Фортуніс підписав чотирирічний контракт із німецьким Кайзерслаутерном. Провів у німецькій команді три роки, здебільшого граючи у її основному складі.
22 червня 2014 року повернувся на батьківщину, уклавши чотирирічну угоду з пірейського «Олімпіакосом».

### У складі збірної
Костас Фортуніс грав у юнацьких збірних Греції від 2010 року. Дебютував у складі національної збірної Греції 2012 року. Був заявлений до її основного складу на Чемпіонат Європи з футболу 2012.

## Титули і досягнення

### Командні
- Чемпіон Греції (6):

«Олімпіакос»: 2014–15, 2015–16, 2016–17, 2019–20, 2020–21, 2021–22
- Володар кубка Греції (2):

«Олімпіакос, Пірей»: 2014–15, 2019–20
- Переможець Ліги конференцій УЄФА (1):

«Олімпіакос»: 2023–24